# Daptonema setosum
Daptonema setosum is een rondwormensoort uit de familie van de Xyalidae. De wetenschappelijke naam van de soort is voor het eerst geldig gepubliceerd in 1874 door Bütschli.